# Gare centrale d'Aarhus
Pour les articles homonymes, voir Gare centrale.
La gare centrale d'Aarhus (en danois : Aarhus Hovedbanegård) est la principale gare ferroviaire de la ville d'Aarhus, la deuxième ville du Danemark par le nombre d'habitants, et également la plus grande gare au Danemark hors de la capitale. La gare est située au centre de la ville entre les quartiers de Midtbyen et de Frederiksbjerg, c'est-à-dire au sud du centre-ville historique d'Aarhus,.

## Situation ferroviaire
Établie à 11,5 mètres d'altitude, la gare centrale d'Aarhus est le terminus nord de la ligne de Fredericia à Aarhus et la ligne d'Aarhus à Odder, ainsi que le terminus sud de la ligne d'Aarhus à Randers et la ligne d'Aarhus à Grenaa. En plus, une voie ferrée industrielle relie la gare centrale avec le port industriel d'Aarhus.
Les lignes vers Fredericia et Randers font partie de la ligne longitudinale du Jutland de l'est, une ligne de chemin de fer continue qui traverse toute la péninsule du Jutland et relie la frontière allemande au sud à la ville portuaire de Frederikshavn au nord. Depuis 2018 et 2019, les lignes vers Odder et Grenaa sont integrées à l'Aarhus Letbane, un système de transport en commun de type métro léger.

## Histoire

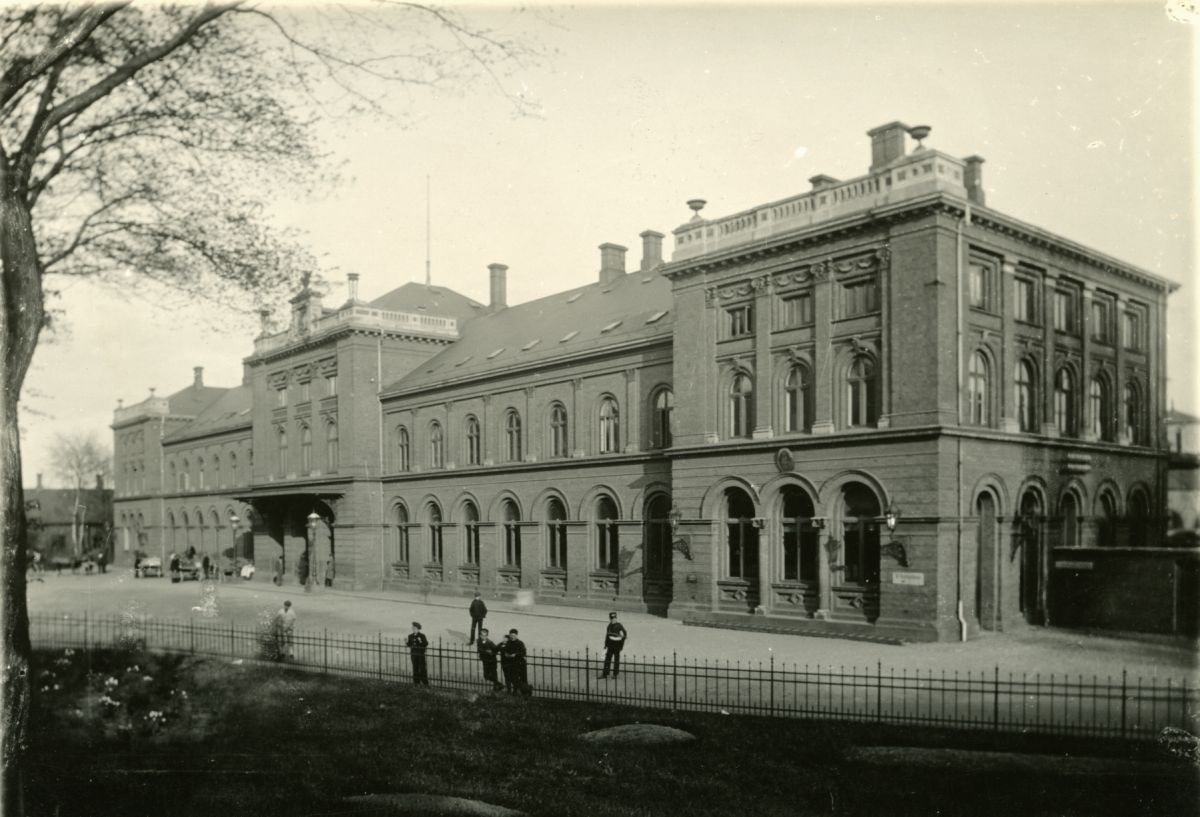
La seconde gare ferroviarie d'Aarhus en 1905.

Le chemin de fer apparaît à Aarhus en 1862, avec l'ouverture de la ligne ferroviaire d'Aarhus à Randers, la première ligne de chemin de fer au Jutland. La première gare ferroviaire d'Aarhus a ouvert ses portes le 2 septembre 1862 en tant que terminus sud de cette ligne, construit par le consortium britannique Peto, Brassey et Betts. Elle était située près de l'actuelle rue Ryesgade, où sont également construits des bâtiments administratifs et des ateliers.
Déjà en 1884, une nouvelle gare plus grande est construite, à l'emplacement même du bâtiment de la gare actuelle. La deuxième gare a été construite dans le style néo-renaissance par le capitaine Thomas Arboe et le colonel W.A. Thulstrup et peut-être inspiré par la gare centrale de Bonn, qui a été construite en 1883-84.
L'actuelle gare centrale d'Aarhus a ouvert ses portes en 1929, d'après les dessins de l'architecte en chef de DSB, K.T. Seest.